# تنسو-این
تِنسو-این (به ژاپنی: 天崇院 てんすういん)، کاتسوهیمه (۱۶۷۲ – ۱۶۰۱ میلادی) سومین دختر توکوگاوا هیده‌تادا و گو بود و در اوایل دوره ادو در قرن شانزدهم میلادی در ژاپن زندگی می‌کرد.